# 뢰머의 빛의 속력 측정

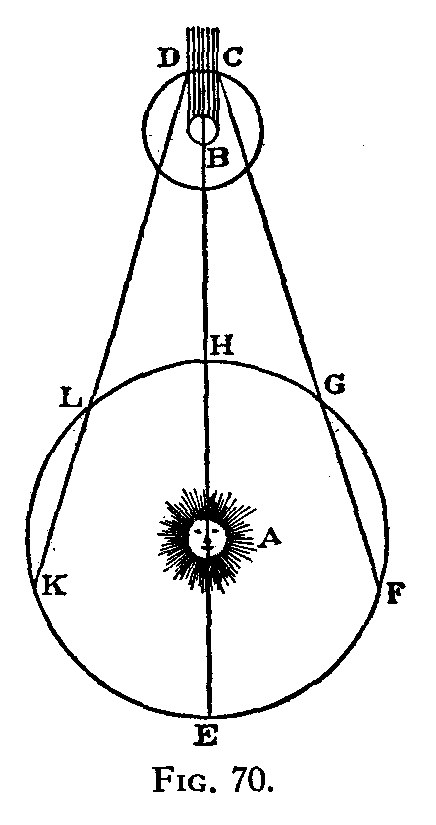
뢰머의 빛의 속력 측정

1676년 올레 뢰머는 최초로 빛의 속력을 정량적인 측정값으로 구했다. 뢰머는 덴마크 천문학자로서 천문학적 방법을 사용해서 빛의 속력을 측정하였다. 뢰머는 목성의 위성 중 ‘이오’에 식(목성의 그림자에 의해 가려지는 현상)이 발생할 때, 식의 시작점(이오가 목성의 그림자 속으로 들어가는 시점; 그림에서 D)으로부터 식이 끝점(이오가 그림자에서 나오는 시점; 그림에서 C) 사이의 시간차, 즉 ‘이오 식’의 기간을 측정했다. 이 측정 도중 뢰머는 시간차가 지구가 목성으로부터 멀어지는 기간(그림에서 G-F 구간)에는 지구가 목성으로 가까워지는 기간(그림에서 K-L 구간)보다 이오의 식의 기간이 더 길다는 것을 발견하였다.
이를 통해 그는 빛이 유한한 속력으로 이동한다고 결론내렸고, 이를 통해 빛이 지구 궤도의 지름을 가로지르는 데 22분(실제로는 16분 36초)이 걸린다는 것을 역산하였다. 뢰머는 규모의 비교 증명(빛의 속력이 ‘지구 지름/1초’보다 훨씬 크다고 결론)과 누적 효과(빛의 유한한 속력의 영향이 많은 관측들을 통해 늘어날 것; 프랑스 과학 아카데미에서 발표) 등을 이용해서 이것이 빛이 지구에 오는 동안 지구가 공전하여 생기는 거리(지구가 목성과 가까워 질 때의 거리와 멀어질 때의 거리 차이)의 차이 때문이라고 예측하고 여러 번의 시행착오와 관측 결과를 이용하여 빛의 속력을 약 212,000 km/s으로 측정하였다. 뢰머는 자신의 방법을 공식적으로 서술한 적이 없지만, 그의 계산은 ‘지식인의 잡지’의 뉴스보도와 1676년 8월 22일 카시니의 발표로 알 수 있다. 이 값은 오늘날의 측정값인 2.997925×108 m/s와 비교하였을 때 오차(약 26%)가 상당하지만, 최초로 빛의 속력을 정밀하게 측정했다는 것에 큰 의의를 가진다.
뢰머가 쓴 대부분의 논문들은 1728년 코펜하겐에서 불이 났을 때 대부분 없어졌지만, 1668년부터 1768년까지 발생한 60번의 이오 식의 관측결과를 담고 있는 한 개의 논문은 불타지 않았다. 뢰머는 1677년 9월 30일에 1671년부터 1673년의 관측 자료가 그의 계산의 기초를 만들었다고 하위헌스에게 편지를 썼다. 하위헌스의 Opticks(1704) 책을 보면 아이작 뉴턴이 뢰머의 빛의 속력 계산값을 기록했고, 태양으로부터 지구까지 빛이 이동하는 데 “7~8분”이 걸린다고 했다. 뉴턴은 뢰머의 식 현상의 그림자가 색을 띤다는 것에 대해 의문을 가졌고, 다른 색의 빛이 같은 속력으로 이동한다고 결론지었다.
| 월           | 일           | 시간         | 지구 위치 | 궤도 | 평균 식 시간 |       |
| ------------ | ------------ | ------------ | --------- | ---- | ------------ | ----- |
| 5            | 13           | 2:49:42      | C         |      |              |       |
| 2,750,789 초 | 2,750,789 초 | 2,750,789 초 |           | 18   | 42.45        | 42.45 |
| 6            | 13           | 22:56:11     | C         |      |              |       |
| 4,747,719 초 | 4,747,719 초 | 4,747,719 초 |           | 31   | 42.54        | 42.54 |
| 8            | 7            | 21:44:50     | D         |      |              |       |
| 612,065 초   | 612,065 초   | 612,065 초   |           | 4    | 42.50        | 42.50 |
| 8            | 14           | 23:45:55     | D         |      |              |       |
| 764,718 초   | 764,718 초   | 764,718 초   |           | 5    | 42.48        |       |
| 8            | 23           | 20:11:13     | D         |      |              |       |
| 6,906,272 초 | 6,906,272 초 | 6,906,272 초 |           | 45   | 42.63        |       |
| 11           | 9            | 17:35:45     | D         |      |              |       |